# Курсы ритмической гимнастики
Курсы ритмической гимнастики — первые в России курсы по методу Эмиля Жак-Далькроза открылись осенью 1912 года в Петербурге. Курсы были задуманы как филиал Хеллерауского Института музыки и ритма Эмиля Жак-Далькроза, директором стал кн. С. М. Волконский, занимающийся в том время активными поисками новых выразительных средств в театрально-исполнительском искусстве. 
Бюро Курсов располагалось по адресу Невский проспект, 28, в 1914 — на Сергиевской улице 7, где жил Волконский, помещение менялось («Польский Сокол», Измайловский проспект, 16; Реформатское училище, Мойка 30; Театр Музыкальной Драмы; с 1914 на Фонтанке, 32).
Далькроз писал, что Петербургское отделение его Института представляется ему самым точным и последовательным проводником ритмики вне стен Хеллерау. Правда, к моменту открытия Курсов сам Институт Далькроза еще не был легализован в России, учредители только подали ходатайство об утверждении общества под названием «Санкт-Петербургский Институт Жак-Далькроза», и в силу некоторых причин (длительность процедуры оформления и начало Первой мировой войны) статус филиала Курсы так и не получили.

## Преподавательский состав
Преподавание на Курсах основывалось на методе Далькроза в его классическом, «из первых рук», виде. Этому способствовал и состав преподавателей — учеников Далькроза, командированных им в Санкт-Петербург: Шарлотта Пфеффер, В. А. Гринер (Альванг), Стефан Высоцкий, Николай Баженов, Теодор Аппиа, и постоянные контакты между Курсами и Хеллерау.

## Просветительская деятельность и популяризация метода Далькроза
«С первого же дня открытия курсов ритмической гимнастики Сергей Михайлович неутомимо прилагал усилия в деле пропаганды системы Далькроза. Он читал лекции в самых разнообразных аудиториях, организовывал показы, в которых принимали участие наши ученики и мы — Шарлотта Пфеффер и я». В январе 1913 года Волконский выступал на Всероссийском съезде Семейного воспитания с докладом о воспитательном значении ритмики; в марте того же года читал лекцию в Киеве; в ноябре 1914 года прошла демонстрация ритмики под руководством Волконского в петербургском Медицинском обществе; в марте того же года он выступал в зале Гинекологического института по приглашению Общества Взаимопомощи врачей; и так далее…
Почти одновременно с открытием Курсов Волконский начал издавать «Листки Курсов ритмической гимнастики», первый в России и один из самых первых в мире специализированных изданий по вопросам ритма. «Одно из значительных мероприятий Волконского было издание маленького журнала под названием „Листки курсов“, которые выходили по мере накопления материала. В них печатались статьи Далькроза, переведенные с французского языка, и Вольфа Дорна (директора Хеллерауского Института) — в переводе с немецкого. Почти в каждом из номеров появлялись статьи Волконского и многие другие заметки. Неизменно сообщалась хроника жизни Института и расписание занятий на данный год».

## Расцвет деятельности курсов
«Курсы пользовались таким успехом и вызывали такой интерес, что мы не могли удовлетворить всех желающих заниматься ритмикой и у себя, и в частных группах на дому. В 1913 году Волконский организовал приезд Далькроза с шестью своими дипломированными ученицами в Петербург. Они выступали в Михайловском театре в Петербурге и в Консерватории в Москве. Шарлотта Пфеффер и я принимали в них участие. Далькроз давал уроки на наших курсах и в одной моей детской группе. Французский молодой художник Paulet Thevenaz делал зарисовки на занятиях в своей своеобразной, оригинальной манере письма». Помимо Курсов, ритмику в Петербурге преподавали в Смольном Институте, гимназии Стоюниной, на Курсах Рапгофа, в Музыкальной Драме, Реформатском Женском Училище, в школе отсталых детей. Работали многочисленные частные группы. Среди них особо стоит отметить группу Адамович. Уже после закрытия Курсов Волконского, в марте 1916 года начались занятия в частной школе Татьяны Викторовны Адамович по системе Далькроза. Среди преподавателей были Стефан Станиславович Высоцкий, преподававший ранее на Курсах, и Нина Валентиновна Романова, учившаяся у Далькроза, но из-за войны окончившая не Институт в Хеллерау, а Курсы Волконского. Затем школа Адамович перешла к Романовой, и в дальнейшем составила основное ядро Института Ритма, открывшегося в мае 1920 г.
Работа Курсов постоянно расширялась. В 1913 году в рамках Курсов, помимо группы ритмической гимнастики, заработали группы сольфеджио и импровизации. При Психоневрологическом Институте была учреждена комиссия для исследования лечебного влияния музыки, в состав её вошли Волконский и доктор А. В. Владимирский из этого Института. Ученики Курсов постоянно ездили на летний сезон в Хеллерау и учились непосредственно у Далькроза и преподавателей его Института. Курсы посещали члены императорского дома, профессора Женского Медицинского института, артисты. В последний год существования Курсов ритмику ввели на Высших Женских Курсах Бестужева и в Школе Балетного Искусства В. Д. Москалевой, которой руководила О. О. Преображенская. Ритмика осталась в числе обязательных предметов и после преобразования школы в Государственное Хореографическое училище. Из многих городов России поступали заявки на открытие отделений курсов, приезжали целые делегации для ознакомления с методом Далькроза.

## Признание метода другими школами
Своего рода «выпускной вечер» учеников Курсов Ритмической Гимнастики состоялся 6 января 1915 года в Мариинском театре, где было представлено, силами балетной труппы театра и учеников Курсов, аллегорическое действие «1914», по сценарию и в постановке Волконского. Критика отмечала, что спектакль явился первым опытом самодовлеющего применения метода Жака Далькроза к сценическим задачам большого масштаба. Указывалось, однако, и на такие недочеты, как отсутствие собственно танца, и того, что приемы школьного обучения были вынесены на сцену при помощи неподготовленных ритмически артистов балета. У этого в целом неудачного спектакля было, однако, одно достоинство: он наглядно показал преимущества ритмически обученных людей и подтвердил тем самым необходимость обучения балетных артистов ритмике. Поэтому и пользу ритмики одними из первых оценили балетные. Уроки ритмики брали в Хеллерау Анна Павлова, Вацлав Нижинский; в труппе Дягилева преподавала ритмику Мари Рамбер; много внимания уделяли ритмике и в московских балетных заведениях.
Работу на Курсах и выпуск «Листков» прервала Первая мировая война. Тем не менее, за два года работы Волконский и его коллеги и единомышленники заложили огромный потенциал для последующего развития ритмики в России, потенциал, который в немалой степени и был реализован приверженцами музыкально-ритмического воспитания — учениками Далькроза во втором, третьем и последующих поколениях.

## Метод Далькроза в современном образовании
Сегодня методы ритмического и пластического воспитания применяются не только в школах, обучающих в сфере исполнительского искусства, но и во многих средних общеобразовательных школах  и даже детских садах введен предмет "ритмика", базирующийся на разработках Далькроза. Часто тренинги Далькроза сочетаются с упражнениями, разработанными Рудольфом Штайнером. В России метод широко используют в программах вальдорфско-штайнеровских школ, театральных студий для детей, в театральных ВУЗах отдельных актерских школ, а также при обучении хореографии. Также в сочетании с йогой и другими практиками, метод Далькроза часто применяют в тренингах по саморазвитию и тренингах личностного роста. Наибольшей популярностью методика Далькроза пользуется в Германии и США. В Российском театральном образовании метод Далькроза сочетается с тренингами по биомеханике Вс. Э. Мейерхольда.